# Regla de Hofmann
En química orgánica, la regla de Hofmann establece que en una reacción de eliminación (β-eliminación) en la que pueda ser formado más de un alqueno será mayoritario aquel con el doble enlace menos sustituido. Esta regla es válida para las reacciones E2 en las que exista un importante impedimento estérico, sustrato ramificado y/o base voluminosa, y sin posibilidad de conjugación.  En el resto de situaciones se aplica la regla de Saytzeff.
Esta regla debe su nombre a su descubridor, el químico alemán August Wilhelm von Hofmann (1818–1892), que la estableció a partir de la eliminación de Hofmann.